# Кнутлінги
Кнутлінги, або династія Горма — династія правителів Данії у VIII столітті — 1042 році; Норвегії у 976—995, 1000—1014 й 1028—1035 роках, королі Англії у 1013—1014 та 1016—1042 роках.
Походження династії достовірно не встановлено: за однією з версій її засновник Свен був потомком Рагнара Шкіряні Штани, за іншою був нащадком легендарних правителів Данії. Представники роду Кнутлінгів Кнуд I Гардекнуд і Горм об'єднали Данію. За Гаральда I Синьозубого, Свена I Вилобородого і Канута Великого Данія намагалась об'єднати Північну Європу.

## Генеалогія
- Свен I Вилобородий

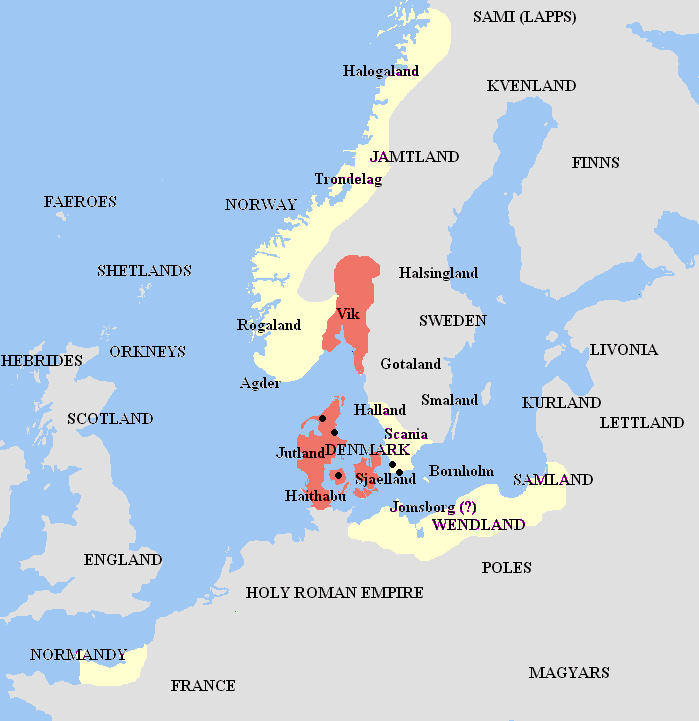
Північна Європа за Гаральда I Синьозубого

- Кнуд I Гардекнуд. Син данського конунга Свена, правитель Данії
- Горм Старий (бл. 950). Король Данії бл. 935 -бл. 950. Син данського конунга Гардекнуда.
- Гунгільда ( — 970). Дочка Горма Старого. Дружина Ейріка Кривавої Сокири, короля Норвегії.
- Гаральд I Синьозубий (-986). Син Горма Старого. Король Данії з 950.
- Кнуд Даннаст (−940). Син Горма Старого[1].
- Гаральд Золотий (−965). Син Кнута Даннаста.

### Нащадки Гаральда Синьозубого
- Гокон (-987)
- Гуннгільда (−1010). Дочка Гаральда I Синьозубого. Вийшла заміж за Палліга Девонширського.
- Тіра (-1000) дружина 1) Стирбйорна Сильного, шведського конунга 2) Бурислава правителя Венедів 3) Олафа I Трюггвасона
- Свен I Вилобородий (960-ті — 1014). Син Гаральда I Синьозубого від наложниці. Король Данії з 985 року, Норвегії з 1002 року, Англії з 1013 року. Чоловік 1) гунгільди (або дочки Мешко Польського, або Бурислава Вендського) померла 1013 року; 2) Сигрід Гордої.
- Гаральд II (994—1018). Син Свена I Вилобородого. Король Данії та Норвегії з 1014 року

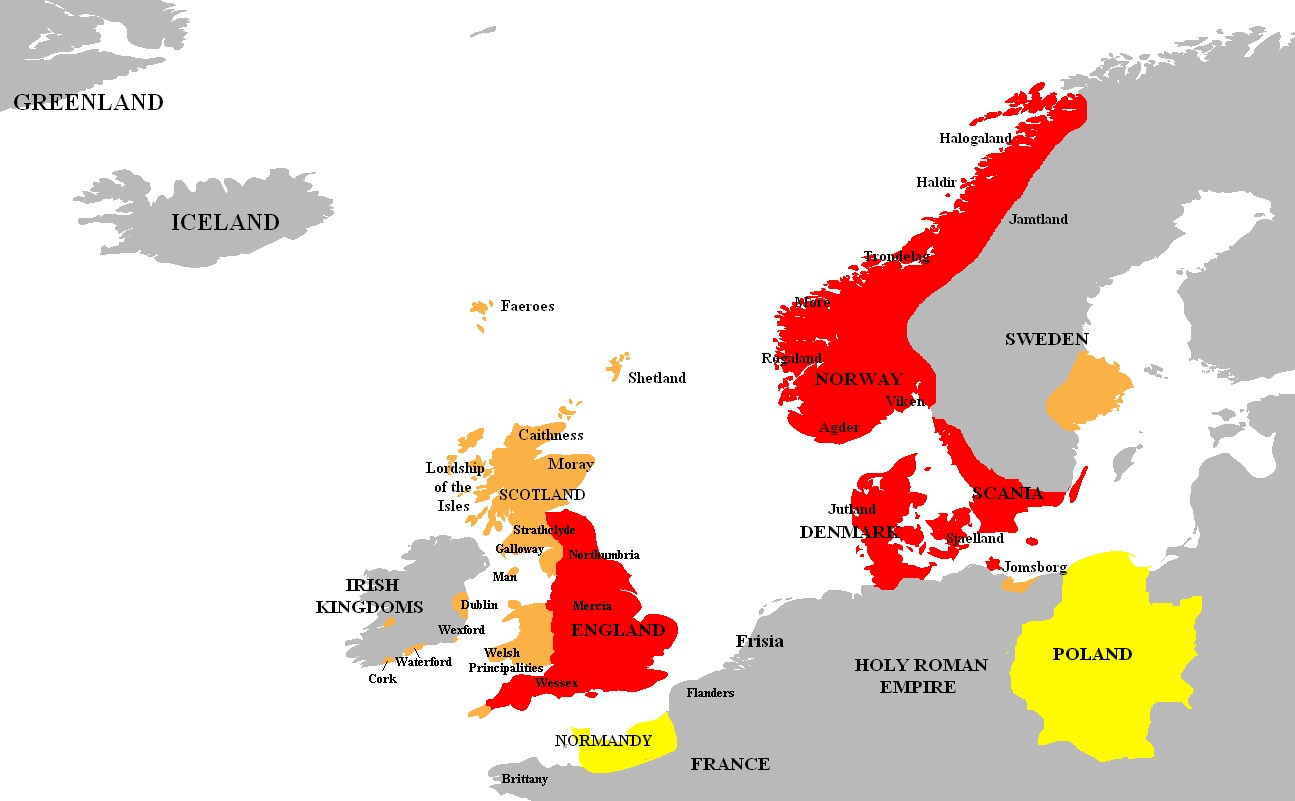
Північна Європа за Канута Великого

- Канут Великий (995—1035). Син Свена I Вилобородого. Король Данії з 1018, Англії з 1016, Норвегії з 1028 року. Чоловік Емми Норманської, вдови Етельреда Англійського (померла 1052 року).
- Святослава (англ. Santslava)
- Естрід, дружина 1) Річарда II, герцога Нормандії 2) Ульфа Торгільссона з династії пращурів Естридсенів
- гіда. Дочка Свена I Вилобородого. Дружина Ейріка, сина Гакона Могутнього, правителя Норвегії та ярла Нортумбрії.

#### Нащадки Канута Великого
- Кнут II Гардекнуд (1018—1042). Син Канута I Великого. Король Данії з 1035 року. Король Англії з 1040 року під ім'ям Канута II.
- Гуннгільда (1020—1038). Дочка Канута I Великого. Дружина з 1036 року Генріха III Чорного
- Свен (бл. 1015—1035). Син Канута I Великого від наложниці Ельфгіфу Нортгемптонської. Правитель Норвегії з 1030 року.
- Гаральд Заяча Лапа (бл. 1016—1040). Син Канута I Великого від наложниці Ельфгіфу Нортгемптонської. Король Англії з 1035 року.